# 8530 Korbokkur
8530 Korbokkur eller 1992 UK5 är en asteroid i huvudbältet som upptäcktes den 25 oktober 1992 av de båda japanska astronomerna Masanori Hirasawa och Shohei Suzuki vid Nyukasa-observatoriet. Den är uppkallad efter den mytologiska pygméerna Korpokkur.